# Soisy-sur-École
Soisy-sur-École é uma comuna francesa na região administrativa da Ilha de França, no departamento de Essonne. Estende-se por uma área de 11.52 km². Em 2010 a comuna tinha 1 299 habitantes (densidade: 112,8 hab./km²).